# Signo de Hamman
El Signo de Hamman (raramente, Signo de Hammond o crujido de Hammond) es un sonido crujiente y rasposo, sincrónico con el latido del corazón, escuchado sobre el precordio en un enfisema mediastínico espontáneo producido por el corazón golpeando contra tejidos que contienen aire.
Lleva el nombre del médico del Johns Hopkins, Louis Hamman.
Este sonido se puede escuchar mejor sobre la posición lateral izquierda. Se ha descrito como una serie de crepitaciones precordiales que se correlacionan con el latido del corazón y no con las respiraciones.
También se escucha junto con neumotórax espontáneo; colapso pequeño y no total de pulmón, en el lado izquierdo. Suena como burbujas que pegan el interior del tórax. Puede ser sentido y visto.

## Causas
El signo de Hamman es causado por neumomediastino o neumopericardio, y está asociado con una lesión traqueobronquial debido a trauma, procedimientos médicos (ej., broncoscopia) o ruptura de la vesícula pulmonar proximal.  Se ve generalmente en el síndrome de Boerhaave.